# Lepidiota crenulata
Lepidiota crenulata är en skalbaggsart som beskrevs av Christian Rudolph Wilhelm Wiedemann 1821. Lepidiota crenulata ingår i släktet Lepidiota och familjen Melolonthidae. Inga underarter finns listade i Catalogue of Life.